# 东街街道 (大同县)
东街街道，是中华人民共和国山西省大同市云州区下辖的一个乡镇级行政单位。

## 行政区划
东街街道下辖以下地区：
建设里社区、安全里社区、文昌里社区、和平里社区、安乐里社区、粮食一中大院社区、常春里社区、团结里社区、幸福里社区、永胜里社区、太平里社区、东风里社区、复康里社区和吉祥里社区。